# James Randi
James Randi, född 7 augusti 1928 i Toronto, Ontario, död 20 oktober 2020 i Plantation, Florida, var en kanadensisk-amerikansk illusionist, skribent, föreläsare och skeptiker.

## Biografi
Under artistnamnet The Amazing Randi blev James Randi först känd som utbrytarkung, och skapade en hel del innovativa tekniker inom området. James Randi var uttalad ateist, och arbetade från  1970-talet mycket med att avslöja personer som påstår sig ha övernaturliga förmågor, och att kritisera pseudovetenskap som slagrutor med mera. Han var medlem i skeptikerorganisationen CSICOP, men lämnade den frivilligt för att hans fejder med Uri Geller inte skulle drabba CSICOP.
Randi blev  känd för sitt One Million Dollar Paranormal Challenge, ett pris på en miljon dollar, som han lovade att betala ut till den som på ett av båda parter acceptabelt sätt kan genomföra en studie som bevisar ett paranormalt, ockult eller övernaturligt fenomen. Den möjligheten försvann den 1 september 2015 för att kunna nyttja pengarna i James Randi Educational Foundation på andra sätt.
JREF delar ut ett pris Pigasus Award till personer som anses ha spridit pseudovetenskapliga rön till allmänheten.
Under många år var Randi med som arrangör för The Amazing Meeting.

### Randi-priset i Sverige
Den svenske geologen, docenten och slagruteförespråkaren Nils-Axel Mörner erbjöds 1997 av Randi en belöning på 971 000 dollar (vid denna tid motsvarande 6,8 miljoner kronor) om Mörner kunde visa att slagruta fungerade i ett vetenskapligt kontrollerat experiment. Mörner avböjde senare erbjudandet, men vidhöll sin inställning 2002 i en dokumentär i svensk tv.
Ett försök att få Randis pris gjordes i Sverige 2006 av Carina Landin som utgav sig för att vara ett medium med förmåga att få kontakt med avlidna personer. Testet leddes av professor Sven Ove Hansson. Hon fick till uppgift att känna på 20 dagböcker som tillhört numera avlidna personer, och hon skulle avgöra vilka som skrivits av män respektive kvinnor. Landin lyckades pricka in 12 rätt, men det krävdes 16 för att testet skulle tyda på en förmåga utöver slumpen, varför testet inte gav stöd för att hon hade en särskild förmåga. Landin hävdade att testprotokollet inte följdes, då hon begärt att de använda dagböckerna inte skulle vara äldre än 100 år.

### Privatliv
Randi genomgick 2006 en akut bypassoperation men återhämtade sig och arrangerade 2007 ett "Amazing Meeting", fortsatte att skriva sina veckobrev och hade offentliga framträdanden fram till 2014.
Randi kom ut offentligt som homosexuell 2010.

## Världsrekord
Randi har noterats för följande Guinness-rekord:
- Randi tillbringade en timme och 44 minuter i en förseglad kista, och slog därmed Harry Houdinis rekord på en timme och 31 minuter från 1926.[14][förtydliga]
- Randi var innesluten i ett isblock i 55 minuter.[14][förtydliga]

## Utmärkelser
Asteroiden 3163 Randi är uppkallad efter honom.